# حسین‌سادنی
حسین‌سادنی، روستایی است از توابع بخش مرکزی شهرستان تنگستان استان بوشهر ایران.

## جمعیت
این روستا در دهستان باغک قرار داشته و بر اساس سرشماری سال ۱۳۸۵ جمعیت آن ۱۷۹نفر (۳۷خانوار) بوده‌است.